# Guillermo Hillcoat
Guillermo Hillcoat (n. 19 de agosto de 1895 - f. 14 de noviembre de 1960) fue un piloto pionero de la aviación argentina.

## Biografía
Nacido en la localidad bonaerense de América, inició sus estudios de aviación en 1919 en El Palomar, finalizando en enero de 1920. Luego de ello fue representante de la empresa Curtiss Aeroplane and Motor Company e instructor en una escuela de pilotaje. 

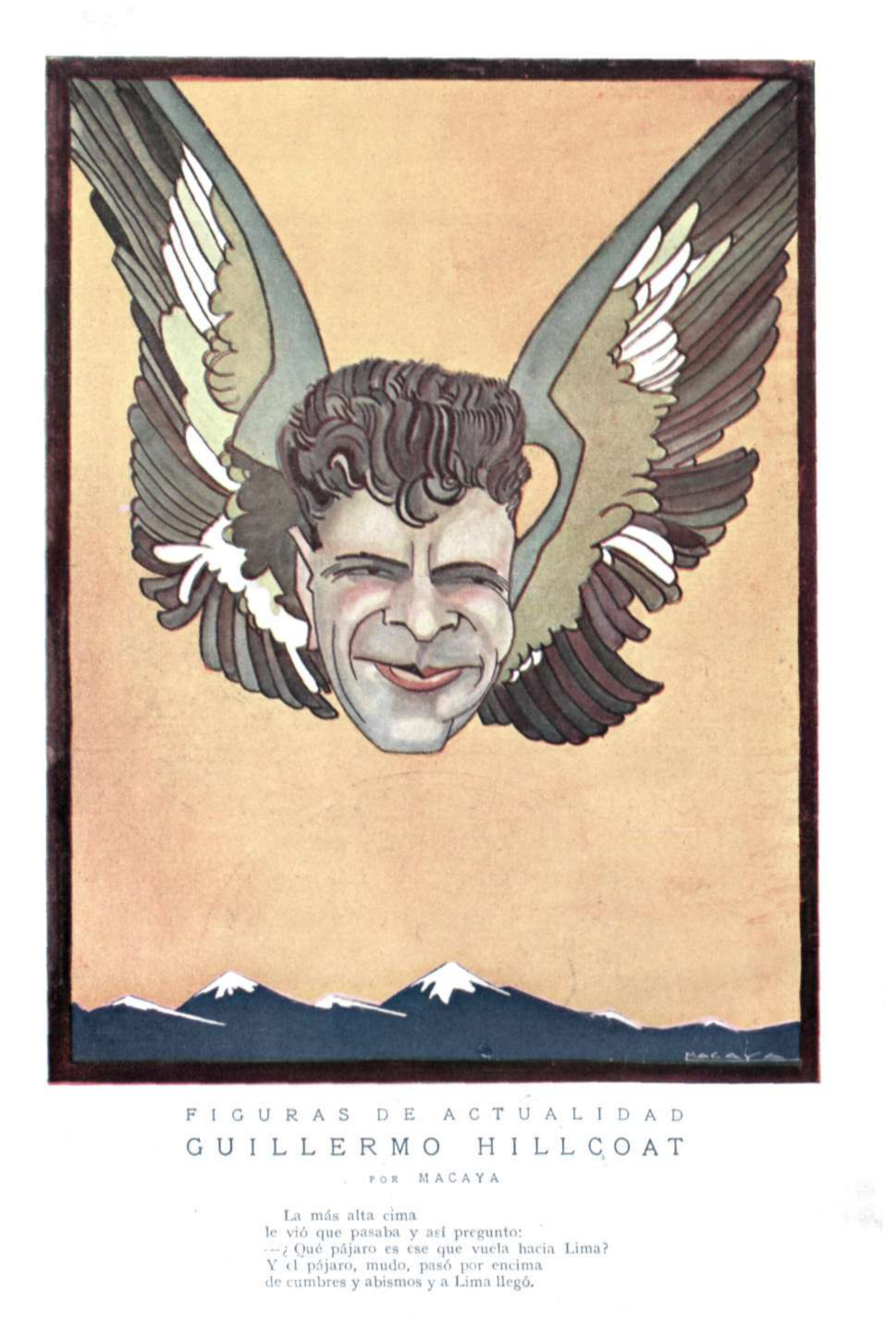
Retratado por Macaya en Caras y Caretas (1924)

Entre el 26 de noviembre y el 4 de diciembre de 1924 unió Buenos Aires con Lima en un aeroplano monomotor Curtiss Oriole siguiendo la misma ruta que la expedición libertadora del General José de San Martín. Dicha gesta, patrocinada por el Aero Club Argentino, se realizó en conmemoración del centenario de la Batalla de Ayacucho y le valió que el gobierno peruano, encabezado por el presidente Augusto Leguía, lo condecorase con la Orden del Sol del Perú por ser la más atrevida hazaña realizada por aviador alguno en América hasta el momento. 
La travesía, de una longitud de 4400 km, se inició en el aeródromo de San Fernando. Luego de pasar por Laboulaye y arribar a Mendoza debió realizar tres intrépidos intentos para lograr cruzar la Cordillera de los Andes y arribar a Santiago de Chile. El viaje continuó por La Serena, Copiapó, Antofagasta, Iquique, Arica, Mollendo, Chala, Lomas, y Pisco, para arribar finalmente a Lima tras una travesía de 34 horas y 25 minutos. Por dicha hazaña fue apodado en Lima como El Gaucho Relámpago.
En 1925 intentó unir Buenos Aires con Nueva York, misión que no pudo cumplir por problemas técnicos con el avión. Entre 1927 y 1932 instaló y dirigió una escuela de pilotos en San Fernando. En 1939 comenzó como piloto comercial en la Corporación Sudamericana de Servicios Aéreos, donde también fue jefe de personal aeronavegante. Años más tarde llegó a ser jefe de la División de Vuelo de Aerolíneas Argentinas, cargo que desempeñó hasta 1950. Murió diez años más tarde en Lisboa.

## Homenaje
Al cumplirse noventa años de la hazaña (1924-2014) de unir Buenos Aires con Lima, el correo Argentino saco una estampilla postal en su honor.